# Ritratto di Paolo Morigia
Il Ritratto di Paolo Morigia è un dipinto di Fede Galizia, databile fra il 1592 e il 1595.

## Storia e descrizione
Questo ritratto fu dipinto per la chiesa milanese di San Gerolamo e fu donato all'Ambrosiana nel 1670.
Il personaggio ritratto è lo storico e gesuita Paolo Morigia. Il dipinto è stato descritto e datato dal Fogolari, sulla base della iscrizione che si trova sulla parte superiore del quadro. Questo è il testo della iscrizione: «FIDES GALICIA VIRGO PUDICISS. AETAT SUAE ANN. XVIII OPUS HOC F. PAULI MORIGII SIMULACRUM ANN. 72 GRATI ANIMI ERGO EFFINXIT. ANNO 1596».
Da una ricerca documentaria tuttavia il Berra ha dimostrato successivamente che l'iscrizione era spuria.  Paolo Morigia tiene tra le mani un manoscritto con un madrigale, il cui testo, pubblicato da Southerland Harris, è: «Fu già GALITIA FEDE / Che per tenermi dopo morto in vita / Qui spirante, e qui vivo a te m'addita.»
A destra si vede il libro Historia dell'antichità di Milano, edito nel 1592.  Nel suo successivo libro, del 1595, La nobiltà di Milano, Paolo Morigia parla con entusiasmo del ritratto che gli ha fatto Fede Galizia, ragione per cui la datazione di questo dipinto è sicuramente compresa fra il 1592 e il 1595.
Un dettaglio che dimostra l'abilità tecnica e anche la fantasia d'invenzione è riflesso delle finestre sulle lenti degli occhiali: una suggestione della pittura fiamminga contemporanea. Grande espressività in quelle labbra, con grande ostinazione serrate: è un tocco di realismo, derivato dall'arte di Giovanni Battista Moroni e anche dagli studi di fisiognomica particolarmente fiorenti in Lombardia, grazie all'intuito di Leonardo da Vinci.

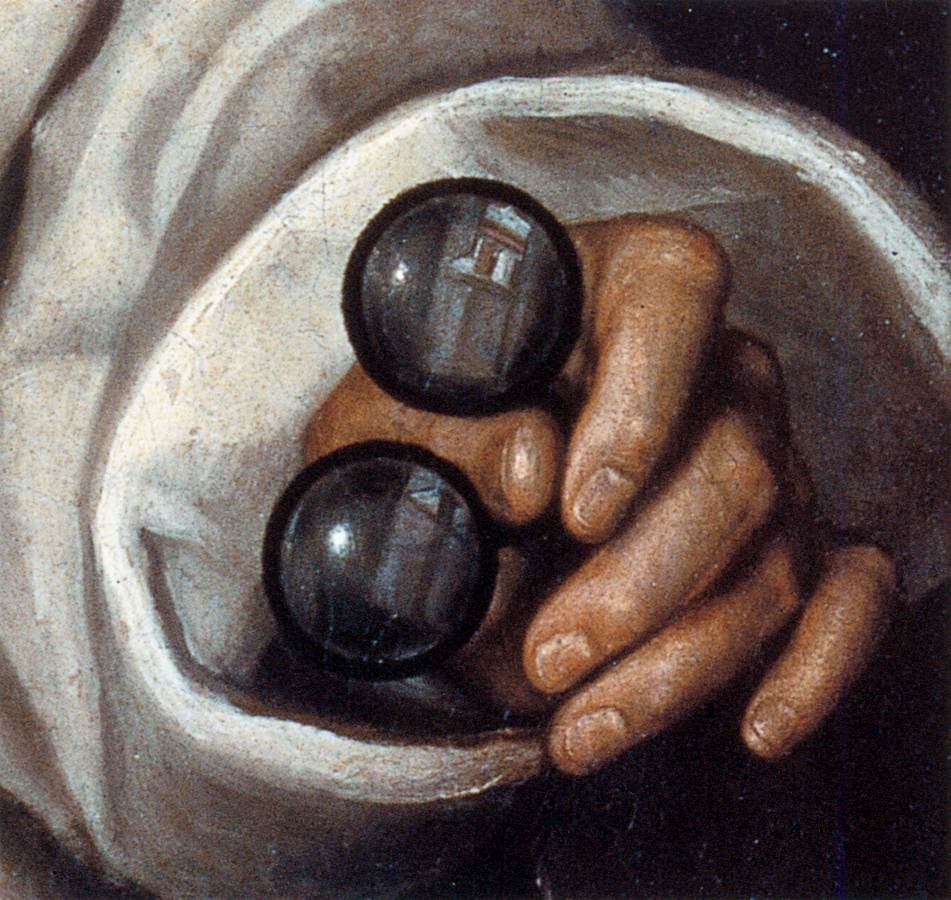
Fede Galizia - Ritratto di Paolo Morigia (dettaglio degli occhiali)